# Узбекистан на літніх Олімпійських іграх 2016
Узбекистан на літніх Олімпійських іграх 2016 представляють 70 спортсменів у тринадцяти видах спорту.

## Нагороди
| Медаль | Спортсмени                        | Вид спорту     | Дисципліна                       | Дата      |
| ------ | --------------------------------- | -------------- | -------------------------------- | --------- |
| 1      | Хасанбой Дусматов                 | Бокс           | до 49 кг (чоловіки)              | 14 серпня |
| 1      | Нурудінов Руслан Шамільович       | Важка атлетика | до 105 кг (чоловіки)             | 15 серпня |
| 1      | Зоїров Шахобідін Шокірович        | Бокс           | до 52 кг (чоловіки)              | 21 серпня |
| 1      | Гаїбназаров Фазліддін Хасанбаєвич | Бокс           | до 64 кг (чоловіки)              | 21 серпня |
| 2      | Гіясов Шахрам Джамшедович         | Бокс           | до 69 кг (чоловіки)              | 17 серпня |
| 2      | Бектемір Мелікузієв               | Бокс           | до 75 кг (чоловіки)              | 20 серпня |
| 3      | Дійорбек Урозбоєв                 | Дзюдо          | до 60 кг (чоловіки)              | 6 серпня  |
| 3      | Собіров Рішод Рашидович           | Дзюдо          | до 66 кг (чоловіки)              | 7 серпня  |
| 3      | Рустам Тулаганов                  | Бокс           | до 91 кг (чоловіки)              | 13 серпня |
| 3      | Тасмурадов Ельмурат Зулипкарович  | Боротьба       | до 59 кг (чоловіки)              | 14 серпня |
| 3      | Ахмадалієв Муроджон Кахарович     | Бокс           | до 56 кг (чоловіки)              | 18 серпня |
| 3      | Іхтійор Наврузов                  | Боротьба       | Чоловіки, вільний стиль до 65 кг | 21 серпня |
| 3      | Ібрагімов Магомед Ідрісович       | Боротьба       | Чоловіки, вільний стиль до 97 кг | 21 серпня |

| Вид спорту     | 1 | 2 | 3 | Загалом |
| Бокс           | 3 | 2 | 2 | 7       |
| Дзюдо          | 0 | 0 | 2 | 2       |
| Важка атлетика | 1 | 0 | 0 | 1       |
| Боротьба       | 0 | 0 | 3 | 3       |
| Загалом        | 4 | 2 | 7 | 13      |

| День      | 1 | 2 | 3 | Загалом |
| серпня 6  | 0 | 0 | 1 | 1       |
| серпня 7  | 0 | 0 | 1 | 1       |
| серпня 13 | 0 | 0 | 1 | 1       |
| серпня 14 | 1 | 0 | 1 | 2       |
| серпня 15 | 1 | 0 | 0 | 1       |
| серпня 17 | 0 | 1 | 0 | 1       |
| серпня 18 | 0 | 0 | 1 | 1       |
| серпня 20 | 0 | 1 | 0 | 1       |
| серпня 21 | 2 | 0 | 2 | 4       |
| Загалом   | 4 | 2 | 7 | 13      |

| Медалі за статтю | Медалі за статтю | Медалі за статтю | Медалі за статтю | Медалі за статтю |
| ---------------- | ---------------- | ---------------- | ---------------- | ---------------- |
| Стать            | 1                | 2                | 3                | Загалом          |
| Чоловіки         | 4                | 2                | 7                | 13               |
| жінки            | 0                | 0                | 0                | 0                |
| Загалом          | 4                | 2                | 7                | 13               |

## Легка атлетика
Узбецькі легкоатлети кваліфікувалися у наведених нижче дисциплінах (не більш як 3 спортсмени в кожній дисципліні):
Легенда
- Примітки – для трекових дисциплін місце вказане лише для забігу, в якому взяв участь спортсмен
- Q = пройшов у наступне коло напряму
- q = пройшов у наступне коло за добором (для трекових дисциплін - найшвидші часи серед тих, хто не пройшов напряму; для технічних дисциплін - увійшов до визначеної кількості фіналістів за місцем якщо напряму пройшло менше спортсменів, ніж визначена кількість)
- NR = Національний рекорд
- N/A = Коло відсутнє у цій дисципліні
- Bye = спортсменові не потрібно змагатися у цьому колі

Чоловіки
Трекові і шосейні дисципліни
| Спортсмен     | Дисципліна | Фінал     | Фінал |
| Спортсмен     | Дисципліна | Результат | Місце |
| ------------- | ---------- | --------- | ----- |
| Андрій Петров | Марафон    | DNF       | DNF   |

Технічні дисципліни
| Спортсмен        | Дисципліна        | Кваліфікація       | Кваліфікація | Фінал              | Фінал           |
| Спортсмен        | Дисципліна        | Результат у метрах | Місце        | Результат у метрах | Місце           |
| ---------------- | ----------------- | ------------------ | ------------ | ------------------ | --------------- |
| Сухроб Ходжаєв   | метання молота    | 70.11              | 23           | Завершив виступ    | Завершив виступ |
| Руслан Курбанов  | потрійний стрибок | NM                 | —            | Завершив виступ    | Завершив виступ |
| Бобур Шокіржонов | метання списа     | NM                 | —            | Завершив виступ    | Завершив виступ |
| Іван Зайцев      | метання списа     | 77.83              | 26           | Завершив виступ    | Завершив виступ |

Комбіновані дисципліни – десятиборство
| Спортсмен      | Змагання  | 100 м | СД   | ШЯ    | СВ  | 400 м | 110Б | МД | СЖ | МС | 1500 м | Сума очок | Місце |
| -------------- | --------- | ----- | ---- | ----- | --- | ----- | ---- | -- | -- | -- | ------ | --------- | ----- |
| Леонід Андрєєв | Результат | 11.29 | 6.60 | 14.86 | DNS | —     | —    | —  | —  | —  | —      | DNF       | DNF   |
| Леонід Андрєєв | Очки      | 797   | 720  | 781   | 0   | —     | —    | —  | —  | —  | —      | DNF       | DNF   |

Жінки
Трекові і шосейні дисципліни
| Спортсменка            | Дисципліна        | Попередній забіг | Попередній забіг | Чвертьфінал | Чвертьфінал | Півфінал         | Півфінал         | Фінал            | Фінал            |
| Спортсменка            | Дисципліна        | Результат        | Місце            | Результат   | Місце       | Результат        | Місце            | Результат        | Місце            |
| ---------------------- | ----------------- | ---------------- | ---------------- | ----------- | ----------- | ---------------- | ---------------- | ---------------- | ---------------- |
| Наталія Асанова        | 400 м з бар'єрами | 1:02.37          | 8                | Н/Д         | Н/Д         | Завершила виступ | Завершила виступ | Завершила виступ | Завершила виступ |
| Сітора Хамідова        | 10000 м           | Н/Д              | Н/Д              | Н/Д         | Н/Д         | Н/Д              | Н/Д              | 31:57.77 NR      | 24               |
| Сітора Хамідова        | Марафон           | Н/Д              | Н/Д              | Н/Д         | Н/Д         | Н/Д              | Н/Д              | 2:39:45          | 54               |
| Марина Хмелевська      | Марафон           | Н/Д              | Н/Д              | Н/Д         | Н/Д         | Н/Д              | Н/Д              | 2:45:06          | 77               |
| Валентина Кібальникова | 100 м з бар'єрами | 13.29            | 6                | Н/Д         | Н/Д         | Завершила виступ | Завершила виступ | Завершила виступ | Завершила виступ |
| Нігіна Шаріпова        | 100 м             | Bye              | Bye              | 11.68       | 6           | Завершила виступ | Завершила виступ | Завершила виступ | Завершила виступ |
| Нігіна Шаріпова        | 200 м             | 23.33            | 6                | Н/Д         | Н/Д         | Завершила виступ | Завершила виступ | Завершила виступ | Завершила виступ |
| Катерина Тунгускова    | 10000 м           | Н/Д              | Н/Д              | Н/Д         | Н/Д         | Н/Д              | Н/Д              | DNF              | DNF              |

Технічні дисципліни
| Спортсменка       | Дисципліна        | Кваліфікація       | Кваліфікація | Фінал              | Фінал            |
| Спортсменка       | Дисципліна        | Результат у метрах | Місце        | Результат у метрах | Місце            |
| ----------------- | ----------------- | ------------------ | ------------ | ------------------ | ---------------- |
| Марія Дусанова    | стрибки у висоту  | 1.92               | 20           | Завершила виступ   | Завершила виступ |
| Світлана Радзівіл | стрибки у висоту  | 1.94               | =1 Q         | 1.88               | 13               |
| Юлія Тарасова     | стрибки в довжину | 6.16               | 29           | Завершила виступ   | Завершила виступ |

Комбіновані дисципліни – семиборство
| Спортсменка       | Змагання  | 100Б  | СВ   | ШЯ  | 200 м | СД | МС | 800 м | Сума очок | Місце |
| ----------------- | --------- | ----- | ---- | --- | ----- | -- | -- | ----- | --------- | ----- |
| Катерина Вороніна | Результат | 15.21 | 1.65 | DNS | —     | —  | —  | —     | DNF       | DNF   |
| Катерина Вороніна | Очки      | 814   | 795  | 0   | —     | —  | —  | —     | DNF       | DNF   |

## Бокс
Узбекистан делегував на Олімпійські ігри 11 боксерів. Учасник Олімпіади 2012 Хуршид Таджибаєв був єдиним серед них, хто посів одне з перших двох місць у своїй ваговій категорії в серії AIBA Pro Boxing. Ще три боксера (Ахмадалієв, Гаїбназаров і Мелікузієв) кваліфікувалися через Чемпіонат світу 2015.
Решта 7 боксерів (Дусматов, Зоїров, Гіясов, Расуров, тулаганов, Джалолов і Мірзаєва) завоювали свої олімпійські путівки на Азійському і океанському кваліфікаційному турнірі 2016, що пройшов у Цяньані (Китай).
Чоловіки
| Спортсмен             | Категорія   | Раунд 1/32                 | Раунд 1/16                        | Чвертьфінали                     | Півфінали                    | Фінал                         | Фінал           |
| Спортсмен             | Категорія   | Суперник Результат         | Суперник Результат                | Суперник Результат               | Суперник Результат           | Суперник Результат            | Місце           |
| --------------------- | ----------- | -------------------------- | --------------------------------- | -------------------------------- | ---------------------------- | ----------------------------- | --------------- |
| Хасанбой Дусматов     | до 49 кг    | Bye                        | Хоселіто Веласкес (MEX) W 3–0     | Біржан Жакипов (KAZ) W 3–0       | Ніко Ернандес (USA) W 3–0    | Юберхен Мартінес (COL) W 3–0  | 1               |
| Шахобідін Зоїров      | до 52 кг    | Брендан Ірвайн (IRL) W 3–0 | Антоніо Варгас (USA) W 3–0        | Ельвін Мамішзаде (AZE) W 3–0     | Йоель Фіноль (VEN) W 3–0     | Михайло Алоян (RUS) W 3–0     | 1               |
| Муроджон Ахмадалієв   | до 56 кг    | Bye                        | Кайрат Єралієв (KAZ) W 3–0        | Альберто Меліан (ARG) W TKO      | Робейсі Рамірес (CUB) 0L 0–3 | Завершив виступ               | 3               |
| Хуршид Таджибаєв      | до 60 кг    | Хакан Ершекер (QAT) W 3–0  | Джозеф Кордіна (GBR) W 2–0        | Робсон Консейсан (BRA) L 0–3     | Завершив виступ              | Завершив виступ               | Завершив виступ |
| Фазліддін Гаїбназаров | до 64 кг    | Дівал Малонга (CGO) W TKO  | Манодж Кумар (IND) W 3–0          | Гері Антуан Расселл (USA) W 2–1  | Віталій Дунайцев (RUS) W 2–1 | Лоренсо Сотомайор (AZE) W 2–1 | 1               |
| Шахрам Гіясов         | до 69 кг    | Юба Сіссохо (ESP) W 3–0    | Еймантас Станіоніс (LTU) W 3–0    | Роніель Іглесіас (CUB) W 3–0     | Мохаммед Рабії (MAR) W 3–0   | Даніяр Єлеусінов (KAZ) L 0–3  | 2               |
| Бектемір Мелікузієв   | до 75 кг    | Bye                        | Деніел Льюїс (AUS) W 3–0          | Вікас Крішан Ядав (IND) W 3–0    | Місаель Родрігес (MEX) W 3–0 | Арлен Лопес (CUB) 0L 0–3      | 2               |
| Ельшод Расулов        | до 81 кг    | Bye                        | Джошуа Буатсі (GBR) L KO          | Завершив виступ                  | Завершив виступ              | Завершив виступ               | Завершив виступ |
| Рустам Тулаганов      | до 91 кг    | Bye                        | Хуліо Сезар Кастільйо (ECU) W 3–0 | Абдулкадір Абдуллаєв (AZE) W 3–0 | Євген Тищенко (RUS) L 0–3    | Завершив виступ               | 3               |
| Баходір Джалолов      | понад 91 кг | Bye                        | Едгар Муньйос (VEN) W TKO         | Джозеф Джойс (GBR) L 0–3         | Завершив виступ              | Завершив виступ               | Завершив виступ |

Жінки
| Спортсменка       | Категорія | Раунд 1/16                 | Чвертьфінали        | Півфінали           | Фінал               | Фінал            |
| Спортсменка       | Категорія | Суперниця Результат        | Суперниця Результат | Суперниця Результат | Суперниця Результат | Місце            |
| ----------------- | --------- | -------------------------- | ------------------- | ------------------- | ------------------- | ---------------- |
| Йодгорой Мірзаєва | до 51 кг  | Менді Буджольд (CAN) L 0–3 | Завершила виступ    | Завершила виступ    | Завершила виступ    | Завершила виступ |

## Веслування на байдарках і каное

### Спринт
Узбецькі каноїсти кваліфікувалися на кожну з наведених нижче чотирьох дисциплін через Чемпіонат Азії з веслування на байдарках і каное 2015, що пройшов у Палембангу (Іздонезія).
| Спортсмен                     | Дисципліна             | Попередні запливи | Попередні запливи | Півфінали        | Півфінали        | Фінал            | Фінал            |
| Спортсмен                     | Дисципліна             | Час               | Місце             | Час              | Місце            | Час              | Місце            |
| ----------------------------- | ---------------------- | ----------------- | ----------------- | ---------------- | ---------------- | ---------------- | ---------------- |
| Герасим Кочнєв                | К-1, 1000 м (чоловіки) | 4:08.127          | 2 Q               | 3:59.489         | 3 FA             | 4:04.205         | 7                |
| Олексій Мочалов               | Б-1, 1000 м (чоловіки) | 3:34.469          | 4 Q               | 3:36.968         | 5 FB             | 3:34.807         | 12               |
| Герасим Кочнєв Серік Мірбеков | К-2, 1000 м (чоловіки) | 4:00.330          | 6 Q               | 3:40.772         | 2 FA             | 3:52.920         | 8                |
| Ольга Умаралієва              | Б-1, 200 м (жінки)     | 42.525            | 7                 | Завершила виступ | Завершила виступ | Завершила виступ | Завершила виступ |

Пояснення до кваліфікації: FA = Кваліфікувались до фіналу A (за медалі); FB = Кваліфікувались до фіналу B (не за медалі)

## Гімнастика

### Спортивна гімнастика
Узбекистан надіслав на Олімпійські ігри двох спортивних гімнастів. Бронзовий медаліст Олімпіади 2008 Антон Фокін і семиразова учасниця Олімпійських ігор Оксана Чусовітіна завоювали свої олімпійські путівки в окремих вправах і абсолютній першості на Олімпійському тестовому змаганні, що пройшло в Ріо-де-Жанейро.
Чоловіки
| Спортсмен   | Дисципліна         | Кваліфікація  | Кваліфікація | Кваліфікація | Кваліфікація    | Кваліфікація     | Кваліфікація | Кваліфікація | Кваліфікація | Фінал           | Фінал           | Фінал           | Фінал           | Фінал            | Фінал           | Фінал           | Фінал           |
| Спортсмен   | Дисципліна         | Снаряд        | Снаряд       | Снаряд       | Снаряд          | Снаряд           | Снаряд       | Загалом      | Місце        | Снаряд          | Снаряд          | Снаряд          | Снаряд          | Снаряд           | Снаряд          | Загалом         | Місце           |
| Спортсмен   | Дисципліна         | Вільні вправи | Кінь         | Кільця       | Опорний стрибок | Паралельні бруси | Перекладина  | Загалом      | Місце        | Вільні вправи   | Кінь            | Кільця          | Опорний стрибок | Паралельні бруси | Перекладина     | Загалом         | Місце           |
| ----------- | ------------------ | ------------- | ------------ | ------------ | --------------- | ---------------- | ------------ | ------------ | ------------ | --------------- | --------------- | --------------- | --------------- | ---------------- | --------------- | --------------- | --------------- |
| Антон Фокін | Абсолютна першість | 11.800        | 14.333       | 13.966       | 14.400          | 15.466           | 13.866       | 83.831       | 37           | Завершив виступ | Завершив виступ | Завершив виступ | Завершив виступ | Завершив виступ  | Завершив виступ | Завершив виступ | Завершив виступ |

Жінки
| Спортсменка       | Дисципліна      | Кваліфікація    | Кваліфікація      | Кваліфікація | Кваліфікація  | Кваліфікація | Кваліфікація | Фінал            | Фінал             | Фінал            | Фінал            | Фінал            | Фінал            |
| Спортсменка       | Дисципліна      | Снаряд          | Снаряд            | Снаряд       | Снаряд        | Загалом      | Місце        | Снаряд           | Снаряд            | Снаряд           | Снаряд           | Загалом          | Місце            |
| Спортсменка       | Дисципліна      | Опорний стрибок | Різновисокі бруси | Колода       | Вільні вправи | Загалом      | Місце        | Опорний стрибок  | Різновисокі бруси | Колода           | Вільні вправи    | Загалом          | Місце            |
| ----------------- | --------------- | --------------- | ----------------- | ------------ | ------------- | ------------ | ------------ | ---------------- | ----------------- | ---------------- | ---------------- | ---------------- | ---------------- |
| Оксана Чусовітіна | опорний стрибок | 14.999          | Н/Д               | Н/Д          | Н/Д           | 14.999       | 5 Q          | 14.833           | Н/Д               | Н/Д              | Н/Д              | 14.833           | 7                |
| Оксана Чусовітіна | колода          | Н/Д             | Н/Д               | 13.300       | Н/Д           | 13.300       | 16           | Завершила виступ | Завершила виступ  | Завершила виступ | Завершила виступ | Завершила виступ | Завершила виступ |

### Художня гімнастика
Узбекистан делегував команду художніх гімнасток в індивідуальному і груповому багатоборстві, завоювавши одну з восьми (для індивідуального багатоборства) і трьох (для групового багатоборства) путівок на Олімпійському тестовому турнірі 2016, що пройшов у Ріо-де-Жанейро.
| Спортсменка         | Дисципліна                  | Кваліфікація | Кваліфікація | Кваліфікація | Кваліфікація | Кваліфікація | Кваліфікація | Фінал            | Фінал            | Фінал            | Фінал            | Фінал            | Фінал            |
| Спортсменка         | Дисципліна                  | Обруч        | М'яч         | Булави       | Стрічка      | Загалом      | Місце        | Обруч            | М'яч             | Булави           | Стрічка          | Загалом          | Місце            |
| ------------------- | --------------------------- | ------------ | ------------ | ------------ | ------------ | ------------ | ------------ | ---------------- | ---------------- | ---------------- | ---------------- | ---------------- | ---------------- |
| Анастасія Сердюкова | індивідуальне багатоборство | 17.166       | 17.100       | 17.316       | 16.908       | 68.490       | 17           | Завершила виступ | Завершила виступ | Завершила виступ | Завершила виступ | Завершила виступ | Завершила виступ |

| Спортсменка                                                                      | Дисципліна            | Кваліфікація | Кваліфікація     | Кваліфікація | Кваліфікація | Фінал            | Фінал            | Фінал            | Фінал            |
| Спортсменка                                                                      | Дисципліна            | 5 стрічок    | 6 булав 2 обручі | Загалом      | Місце        | 5 стрічок        | 6 булав 2 обручі | Загалом          | Місце            |
| -------------------------------------------------------------------------------- | --------------------- | ------------ | ---------------- | ------------ | ------------ | ---------------- | ---------------- | ---------------- | ---------------- |
| Саміра Амірова Валерія Давидова Луїза Ганієва Заріна Курбонова Марта Ростобурова | групове багатоборство | 14.416       | 16.750           | 31.160       | 12           | Завершили виступ | Завершили виступ | Завершили виступ | Завершили виступ |

### Стрибки на батуті
Узбекистан направив на Олімпійські ігри одну гімнастку в стрибках на батуті, завдяки її одному з перших шести місць на Олімпійському тестовому турнірі з гімнастики 2016, що проходив у Ріо-де-Жанейро.
| Спортсменка     | Дисципліна | Кваліфікація | Кваліфікація | Фінал            | Фінал            |
| Спортсменка     | Дисципліна | Результат    | Місце        | Результат        | Місце            |
| --------------- | ---------- | ------------ | ------------ | ---------------- | ---------------- |
| Катерина Хилько | жінки      | 97.525       | 12           | Завершила виступ | Завершила виступ |

## Дзюдо
Узбекистан делегував на Олімпійські ігри 8 дзюдоїстів. Шість чоловіків, на чолі з дворазовим олімпійським медалістом Рішодом Собіровим і срібним призером Олімпіади 2008 Абдулло Тангрієвим, входили до числа 22 дзюдоїстів, які могли кваліфікуватися за світовим рейтинг-листом IJF станом на 30 травня 2016. Гульноза Матніязова в категорії до 70 кг кваліфікувалася за континентальною квотою від Азійського регіону, як узбецька дзюдоїстка з найвищим рейтингома поза межами прямого потрапляння через світовий рейтинг-лист. Натомість Соїб Курбонов у категорії до 100 кг отримав невикористану квоту від IJF як дзюдоїст, що ще не кваліфікувався, з найвищим рейтингом серед всіх континентіва, оскільки Океанія не змогла виконати свій олімпійський норматив.
Чоловіки
| Спортсмен         | Категорія    | Раунд 1/64                          | Раунд 1/32                      | Раунд 1/16                        | Чвертьфінали                      | Півфінали                         | Втішний поєдинок               | Фінал / БМ                         | Фінал / БМ      |
| Спортсмен         | Категорія    | Суперник Результат                  | Суперник Результат              | Суперник Результат                | Суперник Результат                | Суперник Результат                | Суперник Результат             | Суперник Результат                 | Місце           |
| ----------------- | ------------ | ----------------------------------- | ------------------------------- | --------------------------------- | --------------------------------- | --------------------------------- | ------------------------------ | ---------------------------------- | --------------- |
| Дійорбек Урозбоєв | до 60 кг     | Bye                                 | Джошуа Катц (AUS) W 010–000     | Людовік Шаммартен (SUI) W 011–000 | Єлдос Сметов (KAZ) L 000–001      | Завершив виступ                   | Феліпе Кітадай (BRA) W 100–000 | Аміран Папінашвілі (GEO) W 001–000 | 3               |
| Рішод Собіров     | до 66 кг     | Bye                                 | Дмитро Шершань (BLR) W 001–000  | Яйме Мата (ARU) W 100–000         | Ан Ба Ул (KOR) L 000–010          | Завершив виступ                   | Вандер Матео (DOM) W 100–000   | Адріан Гомбоч (SLO) W 110–000      | 3               |
| Міралі Шаріпов    | до 73 кг     | Bye                                 | Декс Елмонт (NED) L 000–010     | Завершив виступ                   | Завершив виступ                   | Завершив виступ                   | Завершив виступ                | Завершив виступ                    | Завершив виступ |
| Шакзодбек Сабіров | до 81 кг     | Bye                                 | Джосатекі Наулу (FIJ) W 100–001 | Тревіс Стівенс (USA) L 000–101    | Завершив виступ                   | Завершив виступ                   | Завершив виступ                | Завершив виступ                    | Завершив виступ |
| Шералі Жураєв     | до 90 кг     | Абдерахман Бенамаді (ALG) W 110–000 | Маркус Нюман (SWE) L 001–101    | Завершив виступ                   | Завершив виступ                   | Завершив виступ                   | Завершив виступ                | Завершив виступ                    | Завершив виступ |
| Соїб Курбонов     | до 100 кг    | Артем Блошенко (UKR) L 000–100      | Завершив виступ                 | Завершив виступ                   | Завершив виступ                   | Завершив виступ                   | Завершив виступ                | Завершив виступ                    | Завершив виступ |
| Абдулло Тангрієв  | понад 100 кг | Н/Д                                 | Дерек Суа (SAM) W 100–000       | Даніель Натя (ROU) W 110–000      | Юрій Краковецький (KGZ) W 100–001 | Хісайосі Харасава (JPN) L 000–101 | Bye                            | Рафаел Сілва (BRA) L 000–001       | 5               |

Жінки
| Спортсменка         | Категорія | Раунд 1/32                      | Раунд 1/16          | Чвертьфінали        | Півфінали           | Втішний поєдинок    | Фінал / БМ          | Фінал / БМ       |
| Спортсменка         | Категорія | Суперниця Результат             | Суперниця Результат | Суперниця Результат | Суперниця Результат | Суперниця Результат | Суперниця Результат | Місце            |
| ------------------- | --------- | ------------------------------- | ------------------- | ------------------- | ------------------- | ------------------- | ------------------- | ---------------- |
| Гульноза Матніязова | до 70 кг  | Катажина Кліс (POL) L 000–000 S | Завершила виступ    | Завершила виступ    | Завершила виступ    | Завершила виступ    | Завершила виступ    | Завершила виступ |

## Академічне веслування
Узбекистан отримав одне місце в чоловічих одиночках, за результатами Континентальної кваліфікаційної регати Азії та Океанії 2016, що пройшла в Чхунджу (Південна Корея).
| Спортсмен         | Дисципліна          | Попередні запливи | Попередні запливи | Втішний заплив | Втішний заплив | Чвертьфінали | Чвертьфінали | Півфінали | Півфінали | Фінал   | Фінал |
| Спортсмен         | Дисципліна          | Час               | Місце             | Час            | Місце          | Час          | Місце        | Час       | Місце     | Час     | Місце |
| ----------------- | ------------------- | ----------------- | ----------------- | -------------- | -------------- | ------------ | ------------ | --------- | --------- | ------- | ----- |
| Шахбоз Холмурзаєв | одиночки (чоловіки) | 7:25.03           | 4 R               | 7:14:58        | 2 QF           | 7:09.99      | 6 SC/D       | 7:26.04   | 4 FD      | 7:04.78 | 22    |

Пояснення до кваліфікації: FA=Фінал A (за медалі); FB=Фінал B (не за медалі); FC=Фінал C (не за медалі); FD=Фінал D (не за медалі); FE=Фінал E (не за медалі); FF=Фінал F (не за медалі); SA/B=Півфінали A/B; SC/D=Півфінали C/D; SE/F=Півфінали E/F; QF=Чвертьфінали;  R=Потрапив у втішний заплив

## Стрільба
Узбекистан отримав запрошення вайлдкард від ISSF на участь чемпіона Азії серед юнаків 2014 Вадима Скороварова у стрільбі з гвинтівки, оскільки той зміг виконати мінімальний кваліфікаційний норматив (MQS) до 31 травня 2016.
| Спортсмен        | Дисципліна                                  | Кваліфікація | Кваліфікація | Фінал           | Фінал           |
| Спортсмен        | Дисципліна                                  | Очки         | Місце        | Очки            | Місце           |
| ---------------- | ------------------------------------------- | ------------ | ------------ | --------------- | --------------- |
| Вадим Скороваров | пневматична гвинтівка, 10 метрів (чоловіки) | 620.9        | 27           | Завершив виступ | Завершив виступ |

Пояснення до кваліфікації: Q = Пройшов у наступне коло; q = Кваліфікувався щоб змагатись у поєдинку за бронзову медаль

## Плавання
Наведені нижче узбецькі спортсмени виконали кваліфікаційні стандарти:
| Спортсмен          | Дисципліна                    | Попередній заплив | Попередній заплив | Півфінал         | Півфінал         | Фінал            | Фінал            |
| Спортсмен          | Дисципліна                    | Час               | Місце             | Час              | Місце            | Час              | Місце            |
| ------------------ | ----------------------------- | ----------------- | ----------------- | ---------------- | ---------------- | ---------------- | ---------------- |
| Владислав Мустафін | 100 метрів брасом (чоловіки)  | 1:01.16           | 34                | Завершив виступ  | Завершив виступ  | Завершив виступ  | Завершив виступ  |
| Ранохон Аманова    | 200 метрів комплексом (жінки) | 2:18.97           | 38                | Завершила виступ | Завершила виступ | Завершила виступ | Завершила виступ |
| Ранохон Аманова    | 400 метрів комплексом (жінки) | 4:52.15           | 33                | Н/Д              | Н/Д              | Завершила виступ | Завершила виступ |

## Настільний теніс
Узбекистан делегував на Олімпійські ігри одного настільного тенісиста удруге в своїй історії (вперше це відбулось на Олімпіаді 2004). Зохід Кенжаєв виборов одну з шести доступних путівок на Азійському кваліфікаційному турнірі, що пройшов у Гонконзі.
| Спортсмен     | Дисципліна                  | Попередній раунд   | Раунд 1                      | Раунд 2                   | Раунд 3            | Раунд 1/16         | Чвертьфінали       | Півфінали          | Фінал / БМ         | Фінал / БМ      |
| Спортсмен     | Дисципліна                  | Суперник Результат | Суперник Результат           | Суперник Результат        | Суперник Результат | Суперник Результат | Суперник Результат | Суперник Результат | Суперник Результат | Місце           |
| ------------- | --------------------------- | ------------------ | ---------------------------- | ------------------------- | ------------------ | ------------------ | ------------------ | ------------------ | ------------------ | --------------- |
| Зохід Кенжаєв | одиночний розряд (чоловіки) | Bye                | Любомир Янчаржик (CZE) W 4–2 | Ліам Пітчфорд (GBR) L 1–4 | Завершив виступ    | Завершив виступ    | Завершив виступ    | Завершив виступ    | Завершив виступ    | Завершив виступ |

## Тхеквондо
Узбекистан надіслав на Олімпіаду трьох спортсменів. Чемпіон світу 2015 Дмитро Шокін автоматично кваліфікувався в категорії понад 80 кг посівши одне з перших шести місць в олімпійському кваліфікаційному рейтингу WTF. Натомість, Нікіта Рафалович і Нігора Турсункулова завоювали путівки для узбецької команди посівши одне з перших місць у своїй категорії на Азійському кваліфікаційному турнірі 2016.
| Спортсмен           | Категорія              | Раунд 1/16                     | Чвертьфінали                     | Півфінали                            | Втішний поєдинок   | Фінал / БМ              | Фінал / БМ       |
| Спортсмен           | Категорія              | Суперник Результат             | Суперник Результат               | Суперник Результат                   | Суперник Результат | Суперник Результат      | Місце            |
| ------------------- | ---------------------- | ------------------------------ | -------------------------------- | ------------------------------------ | ------------------ | ----------------------- | ---------------- |
| Нікіта Рафалович    | до 80 кг (чоловіки)    | Уссама Услаті (TUN) L 8–11     | Завершив виступ                  | Завершив виступ                      | Завершив виступ    | Завершив виступ         | Завершив виступ  |
| Дмитро Шокін        | понад 80 кг (чоловіки) | Цяо Сень (CHN) W 15–8          | Рафаель Кастілло (CUB) W 1–1 SUP | Іссуфу Алфага Абдулразак (NIG) L 2–8 | Bye                | Чха Тон Мін (KOR) L 3–4 | 5                |
| Нігора Турсункулова | до 67 кг (жінки)       | Елін Йоханссон (SWE) W 2–2 SUP | Фаріда Азізова (AZE) L 1–5       | Завершила виступ                     | Завершила виступ   | Завершила виступ        | Завершила виступ |

## Теніс
Узбекистан делегував на Олімпійські ігри одного тенісиста. Учасник Олімпіади 2012 Денис Істомін (№ 64 у рейтингу ATP) кваліфікувався напряму, оскільки був серед числа 56 тенісистів, які проходили за цим рейтингом станом на 6 червня 2016 року.
| Спортсмен     | Дисципліна                  | Раунд 1/64                    | Раунд 1/32         | Раунд 1/16         | Чвертьфінали       | Півфінали          | Фінал / БМ         | Фінал / БМ      |
| Спортсмен     | Дисципліна                  | Суперник Результат            | Суперник Результат | Суперник Результат | Суперник Результат | Суперник Результат | Суперник Результат | Місце           |
| ------------- | --------------------------- | ----------------------------- | ------------------ | ------------------ | ------------------ | ------------------ | ------------------ | --------------- |
| Денис Істомін | одиночний розряд (чоловіки) | Давид Феррер (ESP) L 2–6, 1–6 | Завершив виступ    | Завершив виступ    | Завершив виступ    | Завершив виступ    | Завершив виступ    | Завершив виступ |

## Важка атлетика
Узбецькі важкоатлети здобули п'ять путівок на Олімпійські ігри завдяки своєму загальнокомандному рейтингові на Чемпіонатах світу 2014 і 2015. Ще одне місце в змаганнях жінок збірна здобула, завдяки шостому загальнокомандному місцю на Чемпіонаті Азії 2016 (від 22 до 30 квітня), але Міжнародна федерація важкої атлетики вирішила позбавити збірну цієї ліцензії через "численні допінгові скандали" під час кваліфікаційного періоду.
| Спортсмен            | Категорія               | Ривок     | Ривок | Поштовх   | Поштовх | Загалом | Місце |
| Спортсмен            | Категорія               | Результат | Місце | Результат | Місце   | Загалом | Місце |
| -------------------- | ----------------------- | --------- | ----- | --------- | ------- | ------- | ----- |
| Достон Якубов        | до 69 кг (чоловіки)     | 137       | 17    | 176       | 11      | 313     | 15    |
| Іван Єфремов         | до 105 кг (чоловіки)    | 194       | =1    | 220       | 6       | 414     | 5     |
| Руслан Нурудінов     | до 105 кг (чоловіки)    | 194       | =1    | 237 OR    | 1       | 431     | 1     |
| Рустам Джангабаєв    | понад 105 кг (чоловіки) | 195       | =5    | 237       | 7       | 432     | 6     |
| Сардорбек Дустмуртов | понад 105 кг (чоловіки) | 179       | 19    | 232       | =9      | 411     | 11    |

## Боротьба
Узбекистан надіслав на Олімпійські ігри 8 борців. Двоє з них кваліфікувалися завдяки одному з перших шести місць у своїх вагових категоріях на Чемпіонаті світу 2015. Ще одне місце узбецькі борці здобули за потрапляння в один із двох фіналів у своїх вагових категоріях на Азійському кваліфікаційному турнірі 2016.
Решту п'ять путівок узбецькі борці завоювали, потрапивши у фінал на окремих світових кваліфікаційних турнірах; три - на першому (в Улан-Баторі)і дві - на другому (в Стамбулі).
Легенда:
- VT – Перемога на туше.
- VB – Перемога за травмою суперника.
- PP – Перемога за очками – з технічними очками в того, хто програв.
- PO – Перемога за очками – без технічних очок в того, хто програв.
- ST – Перемога за явної переваги – різниця в очках становить принаймні 8 (греко-римська боротьба) або 10 (вільна боротьба) очок, без технічних очок у того, хто програв.
- SP – Перемога за явної переваги – різниця в очках становить принаймні 8 (греко-римська боротьба) або 10 (вільна боротьба) очок, з технічними очками в того, хто програв.

Чоловіки
Вільна боротьба
| Спортсмен           | Категорія | Кваліфікація                     | Раунд 1/16                  | Чвертьфінал                   | Півфінал                      | Втішний поєдинок 1 | Втішний поєдинок 2             | Фінал / БМ                             | Фінал / БМ |
| Спортсмен           | Категорія | Суперник Результат               | Суперник Результат          | Суперник Результат            | Суперник Результат            | Суперник Результат | Суперник Результат             | Суперник Результат                     | Місце      |
| ------------------- | --------- | -------------------------------- | --------------------------- | ----------------------------- | ----------------------------- | ------------------ | ------------------------------ | -------------------------------------- | ---------- |
| Аббос Рахмонов      | до 57 кг  | Йовліс Бонне (CUB) L 0–4 ST      | Завершив виступ             | Завершив виступ               | Завершив виступ               | Завершив виступ    | Завершив виступ                | Завершив виступ                        | 18         |
| Іхтійор Наврузов    | до 65 кг  | Bye                              | Адам Батиров (BRN) W 3–1 PP | Франклін Гомес (PUR) W 3–1 PP | Сослан Рамонов (RUS) L 1–4 SP | Bye                | Bye                            | Ганзорігіїн Мандахнаран (MGL) W 3–1 PP | 3          |
| Бекзод Абдурахмонов | до 74 кг  | Bye                              | Аніуар Гедуєв (RUS) L 1–3PP | Завершив виступ               | Завершив виступ               | Bye                | Джордан Берроуз (USA) W 4–1 SP | Джабраїл Гасанов (AZE) L 1–3 PP        | 5          |
| Магомед Ібрагімов   | до 97 кг  | Бедопасса Буассат (GBS) W 5–0 VB | Сосо Тамарау (NGR) W 4–0 ST | Хетаг Газюмов (AZE) L 1–3 PP  | Завершив виступ               | Bye                | Реза Яздані (IRI) W 5–0 VT     | Валерій Андрійцев (UKR) W 3–1 PP       | 3          |

Греко-римська боротьба
| Спортсмен           | Категорія | Кваліфікація       | Раунд 1/16                    | Чвертьфінал                  | Півфінал                       | Втішний поєдинок 1 | Втішний поєдинок 2 | Фінал / БМ                   | Фінал / БМ |
| Спортсмен           | Категорія | Суперник Результат | Суперник Результат            | Суперник Результат           | Суперник Результат             | Суперник Результат | Суперник Результат | Суперник Результат           | Місце      |
| ------------------- | --------- | ------------------ | ----------------------------- | ---------------------------- | ------------------------------ | ------------------ | ------------------ | ---------------------------- | ---------- |
| Ельмурат Тасмурадов | до 59 кг  | Bye                | Християн Фріс (SRB) W 3–1 PP  | Юн Вон Чол (PRK) W 3–0 PO    | Ісмаель Борреро (CUB) L 1–3 PP | Bye                | Bye                | Арсен Ералієв (KGZ) W 3–1 PP | 3          |
| Ділшод Турдієв      | до 75 кг  | Bye                | Віктор Немеш (SRB) L 1–3 PP   | Завершив виступ              | Завершив виступ                | Завершив виступ    | Завершив виступ    | Завершив виступ              | 14         |
| Рустам Ассакалов    | до 85 кг  | Bye                | Бен Провізор (USA) W 3–1 PP   | Віктор Лорінц (HUN) L 1–3 PP | Завершив виступ                | Завершив виступ    | Завершив виступ    | Завершив виступ              | 8          |
| Мумінджон Абдуллаєв | до 130 кг | Bye                | Сергій Семенов (RUS) L 0–3 PO | Завершив виступ              | Завершив виступ                | Завершив виступ    | Завершив виступ    | Завершив виступ              | 15         |